# Kinemantra Meditation
Kinemantra Meditation (KM) är en meditations- och avslappningsteknik utvecklad av den tyske faktajournalisten och personlige tränaren Eckhard Block under 1980-talet. Tekniken ska vara inspirerad av en mängd österländska traditioner och religioner, men säger sig vara religionsneutral.
"I stora drag består KM av att man mentalt i stillhet upprepar en Mantra (ordklang) som grundar sig på Psyko-Kinesiologi och som man fått av sin KM-lärare. Under psykokinesiologiövningen för KM läraren en undermedveten dialog med sin elev. Därvid förhör sig KM-läraren om sin elevs optimala Mantra, det är Kinemantra".
KM tekniken utövas två gånger dagligen under ca 20 minuter. Förutom de två 20 minutersövningarna morgon och kväll, kräver inte KM tekniken någon ändrad livsföring. KM utlovar som en följd härav extraordinära kroppsliga och mentala förbättringar.